# مارکت سنتر
مارکت سنتر (انگلیسی: Market Center) آسمان‌خراشی با کاربری اداری-تجاری در سان‌فرانسیسکو است.